# Günther Zumkeller
Günther Zumkeller es un deportista alemán que compitió para la RFA en remo.
Ganó una medalla de oro en el Campeonato Mundial de Remo de 1962 y dos medallas en el Campeonato Europeo de Remo, oro en 1961 y plata en 1963.

## Palmarés internacional
| Campeonato Mundial | Campeonato Mundial     | Campeonato Mundial | Campeonato Mundial |
| Año                | Lugar                  | Medalla            | Prueba             |
| ------------------ | ---------------------- | ------------------ | ------------------ |
| 1962               | Lucerna (Suiza)        | Medalla de oro     | Dos sin timonel    |
| Campeonato Europeo |                        |                    |                    |
| Año                | Lugar                  | Medalla            | Prueba             |
| 1961               | Praga (Checoslovaquia) | Medalla de oro     | Dos sin timonel    |
| 1963               | Copenhague (Dinamarca) | Medalla de plata   | Dos sin timonel    |